# Carl Cederström (arkitekt och byggmästare)

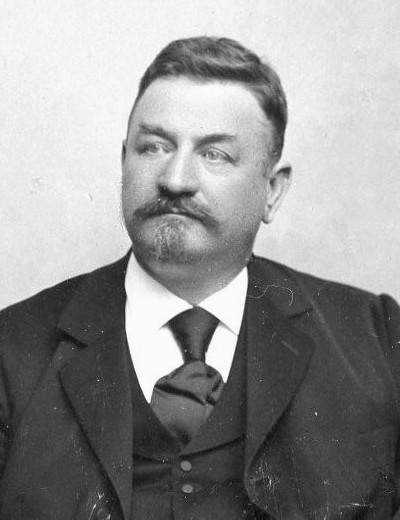
Carl Cederström.

Carl Cederström (född Larsson), född 12 oktober 1851 i Nyeds socken, död 31 maj 1913 i Molkom, Nyeds socken, var en svensk arkitekt och byggmästare verksam i Stockholm.

## Biografi

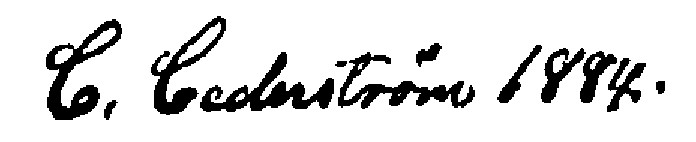
Namnteckningen 1884.

Cederström var son till Anders Larsson och Maja Cajsa Jonasdotter. Han flyttade till Stockholm för att studera vid Slöjdskolans ritare-utbildning 1873-1877. I Stockholm antog han även efternamnet Cederström. Han blev av byggnadsnämnden i Stockholm godkänd den 7 januari 1891 som byggmästare. Cederström både ritade och uppförde en lång rad byggnader i Stockholm under 1800-talets slut och 1900-talets början. Bland kända byggnader märks hörnhuset Fatbursbrunnen 3 och 12 (Timmermansgatan 33 / Maria Prästgårdsgata 21) som stod färdig 1885 samt hörnhuset Mullvaden första 20 och 21 (Krukmakargatan 2 / Timmermansgatan 20) som stod färdig 1890. Båda är grönmärkta av Stadsmuseet i Stockholm vilket innebär att den bedöms vara "särskilt värdefull från historisk, kulturhistorisk, miljömässig eller konstnärlig synpunkt". I kvarteret Fatbursbrunnen ritade han utöver Fatbursbrunnen 12 och 3 även Fatbursbrunnen 1, Fatbursbrunnen 8 och Fatbursbrunnen 9. År 1910 flyttade han med hustru Karolina tillbaka till sin hemort Nyed. Han var far till arkitekten Hjalmar Cederström.

## Arbeten i urval
Här uppges ursprungliga, vid tiden gällande gatuadresser och fastighetsbeteckningar.

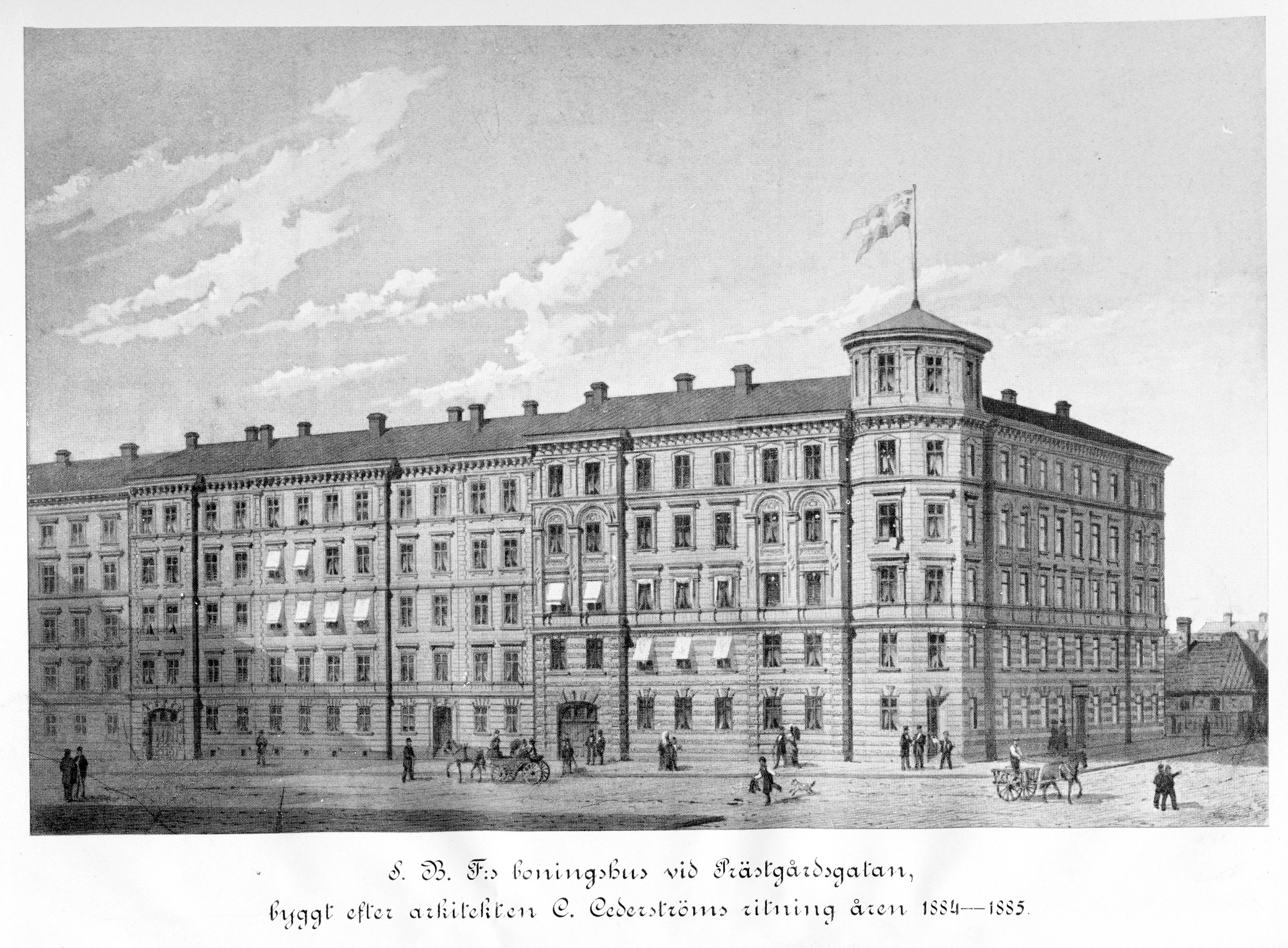
Fatbursbrunnen 3 och 12 (Södra Bostadsföreningens hus), Maria Prästgårdsgata 19-21, 1884–1885.

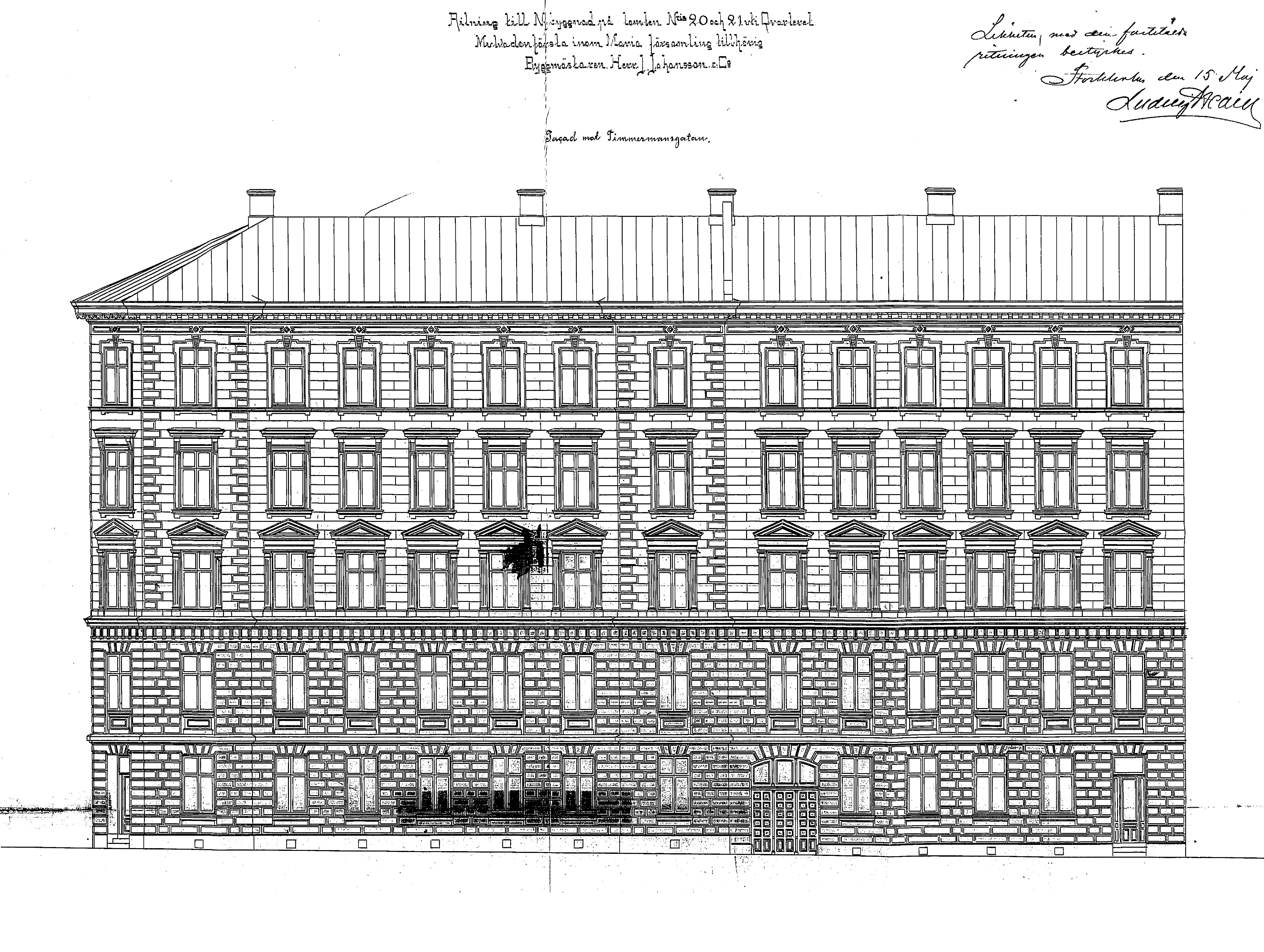
Mullvaden första 20 och 21, fasad mot Timmermansgatan, 1989-1890.

### Arkitekt
- Mullvaden Första 20 och 21 (Timmermansgatan 18-20), 1889-1890.
- Fatbursbrunnen 3 och 12 (Prästgårdsgatan 13A och B), 1884-1885.
- Fatbursbrunnen 1 (Högbergsgatan 66), 1909.

### Arkitekt och byggmästare
- Nederland 15 (Bangårdsgatan 10), 1880-1881.
- Fatbursbrunnen 9 (Högbergsgatan 58B), 1882-1883.
- Fatbursbrunnen 8, (Prästgårdsgata 17), 1882-1883.
- Bergsgruvan Större 9 (Timmermansgatan 42), 1884.
- Havssvalget 21 och 22 (Skeppargatan 25-27), 1884-1885.
- Lindanseren 8 (Holländargatan 24), 1885-1886.
- Flygaren 13 (Stora Bastugatan 52), 1886.
- Adlern mindre 24 (Norrtullsgatan 5), 1887-1888.
- Rundelen 2 (Norrtullsgatan 51), 1895.

### Byggmästare
- Havsfrun 23 (Artillerigatan 32), 1887-1888.
- Svalan 4 (Stora Vattugtan 4), 1889-1900.
- Sandbacken mindre 5, (Nytorgsgatan 15), 1891.
- Bocken 3 (Lästmakargatan 12), 1892-1893.
- Oxen större 17 och 18 (Jakobsbergsgatan 17-19), 1892-1893.
- Ångermanland 7 (Saltmätaregatan 7), 1894.
- Adolf Fredriks kyrka (restaurering), 1894.
- Rännilen 10 (Mäster Samuelsgatan 5), 1899-1900.

### Bilder, arbeten i urval

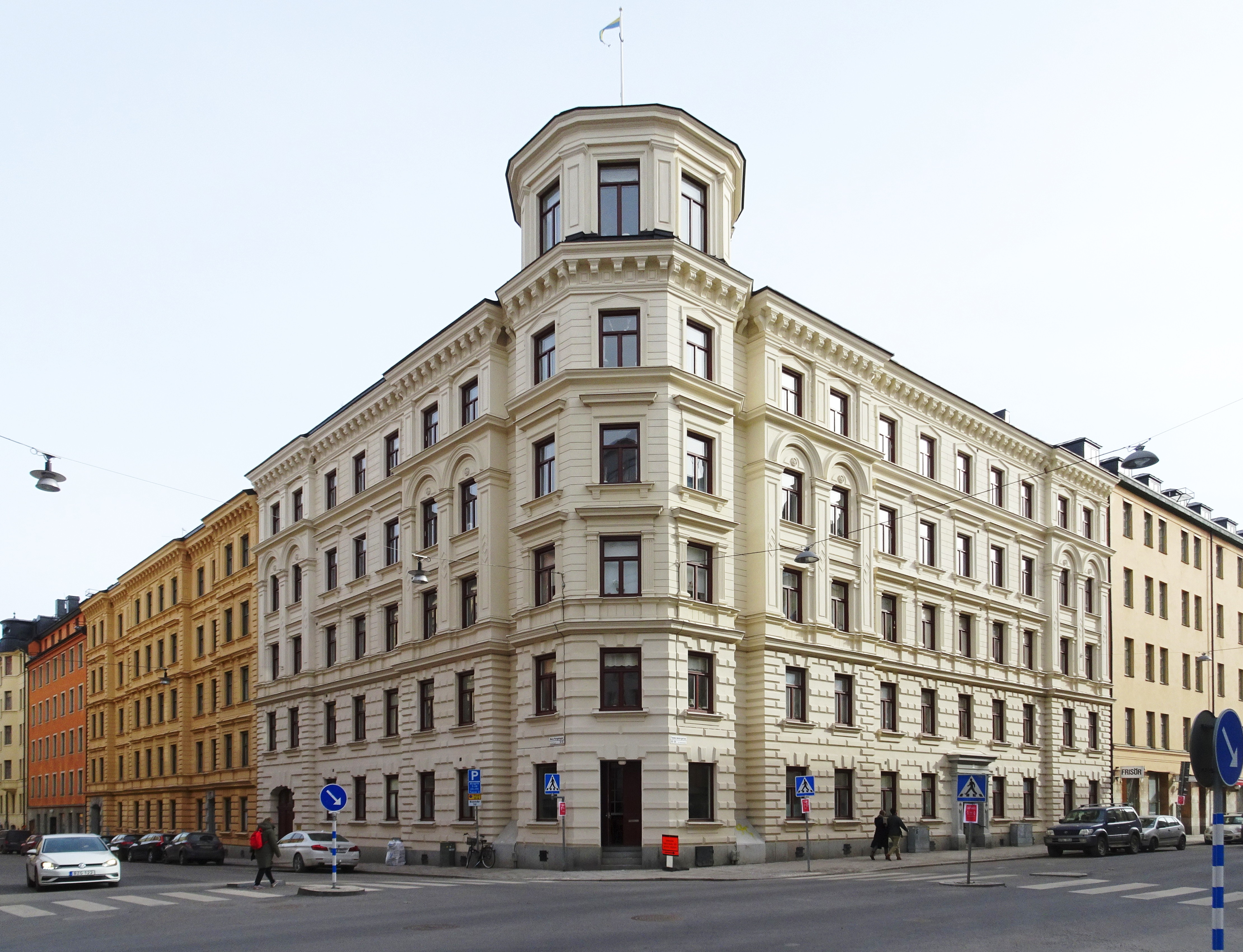
Fatbursbrunnen 3 och 12.
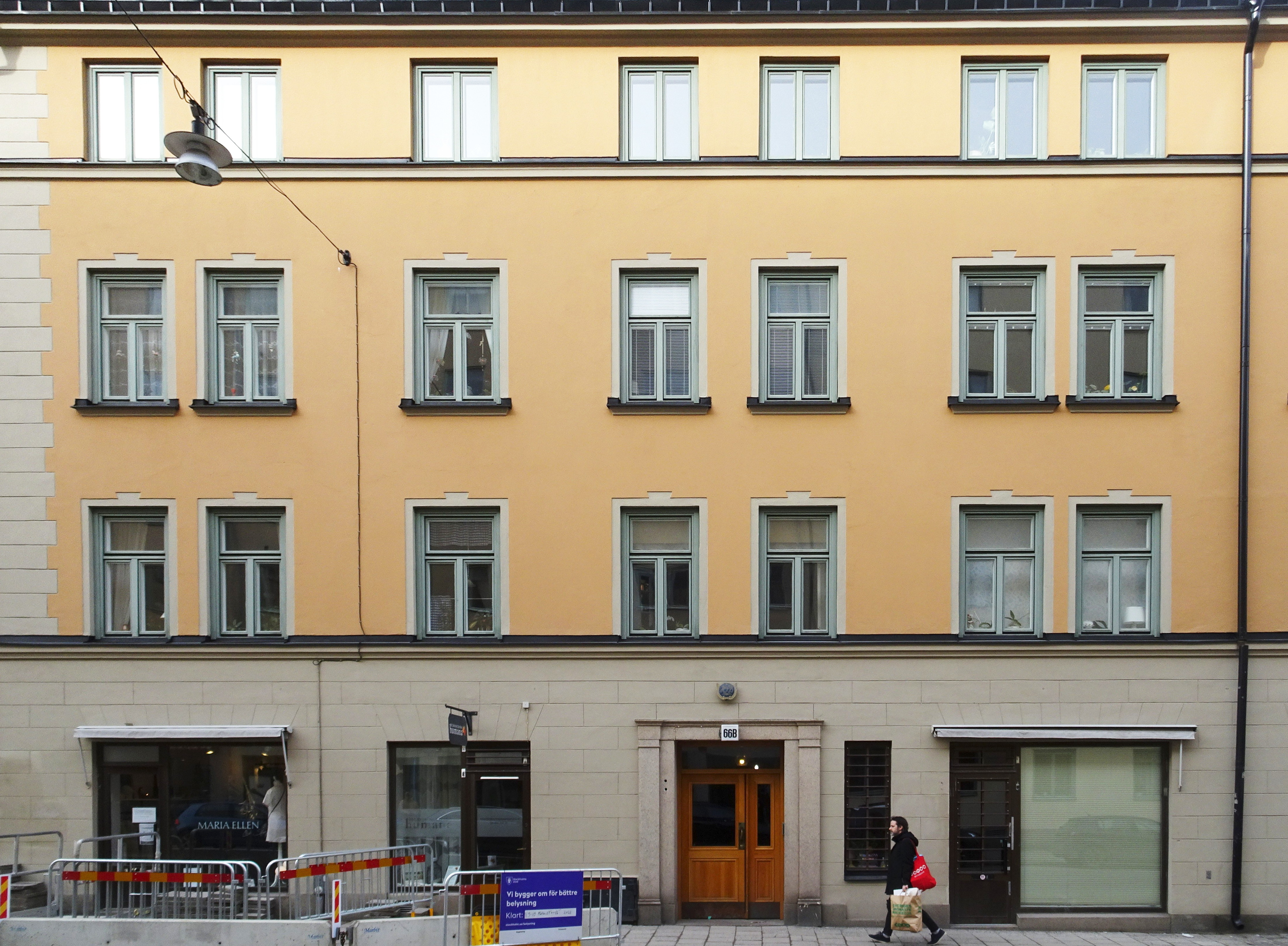
Fatbursbrunnen 1.
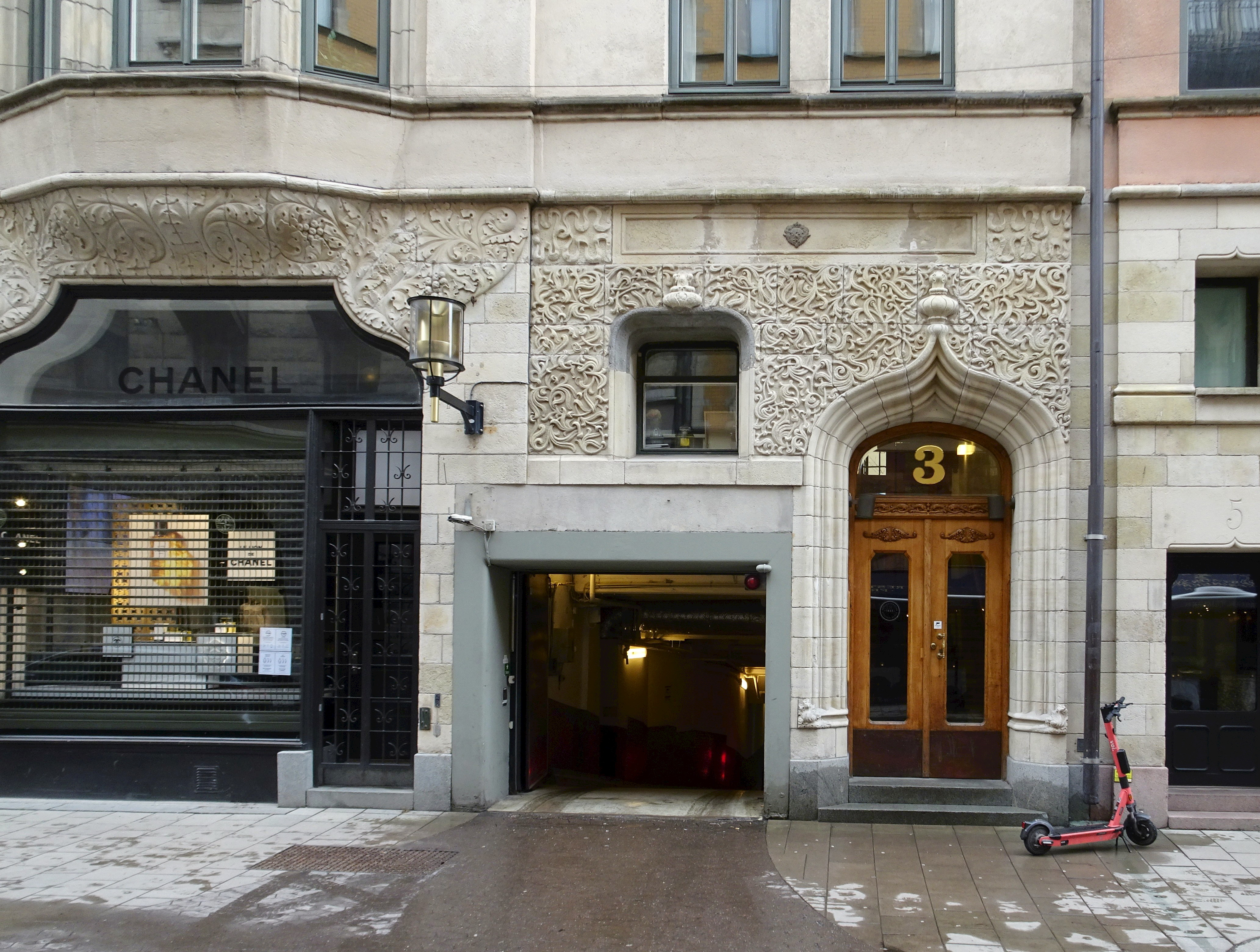
Rännilen 10 fasaddetalj.
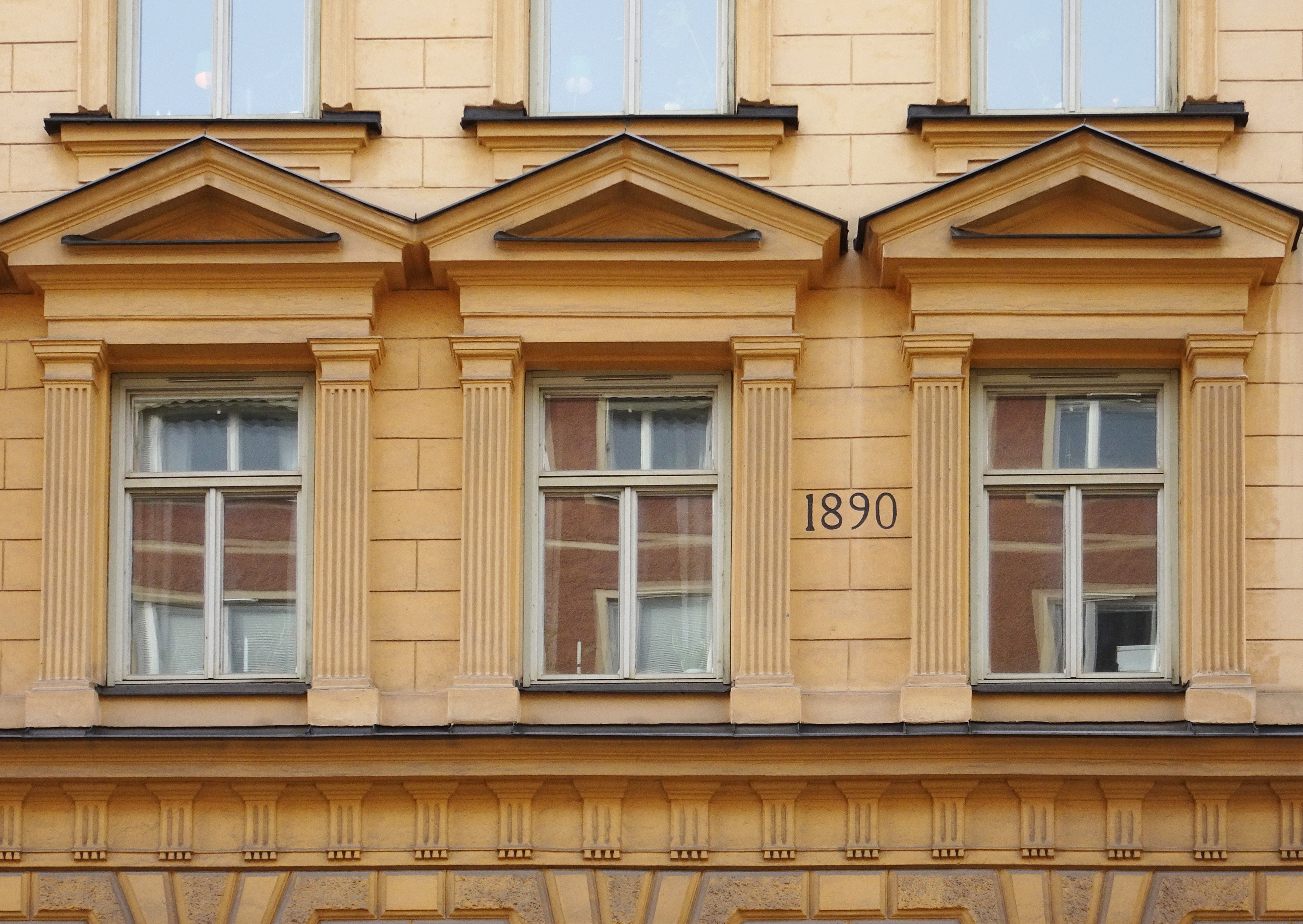
Mullvaden första 21 fasaddetalj.
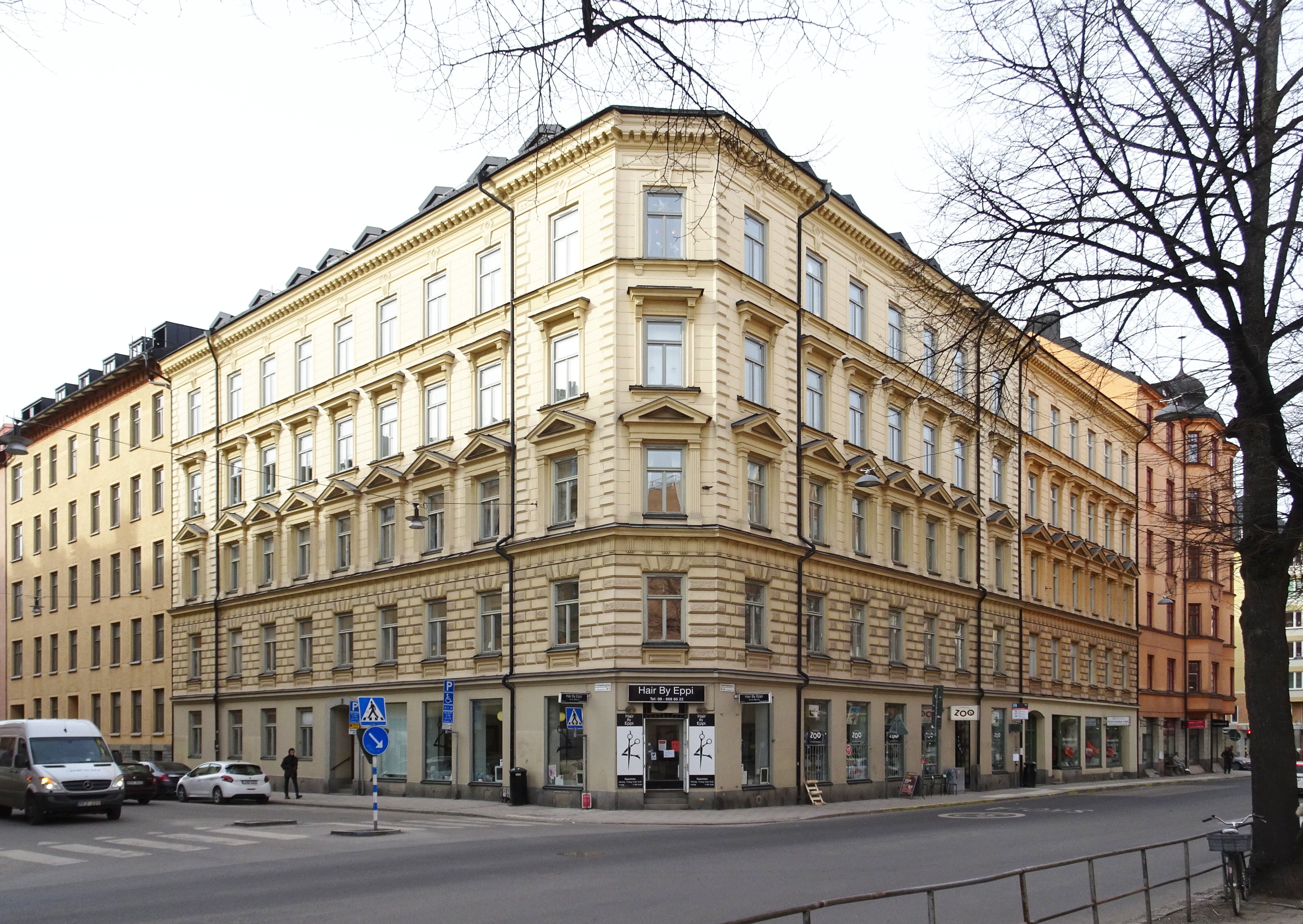
Mullvaden första 20 och 21.